# 凛-Lin-
凛-Lin-（リン 12月26日 - ）は、日本のヴィジュアル系ロックミュージシャン、音楽プロデューサー、実業家である。

## 経歴
- 2007年 - Leviathanに加入。
- 2008年 - brodiaeaに加入。UNDER CODE PRODUCTIONに在籍。
- 2009年 - Synsideを結成。
- 2011年 - Affective Synergyを結成。Grows Independent Music発足。渡米後、上海へ移住をする。
- 2012年 - Lilithを結成。
  - 2013年 - Jarrell Guitarsとエンドース契約を交わす[1]。
- 2015年 - Lin Ming Production(麟鸣创音文化传播有限公司)設立。
  - 2015年4月 - 中国ツアー「円夢中華-The Freak of Saviour-」を行う[2]。
  - 2015年7月25日 - ツアーファイナル「魔都制圧-Neo Scream-」を上海浅水湾文化芸術センター q-house(現バンダイナムコ上海文化センター FUTURE HOUSE)で行う。
  - 2016年1月17日 - 結成四周年記念公演「魔都制圧-FAITH-」を上海浅水湾文化芸術センター Q.HALL(現バンダイナムコ上海文化センター DREAM HALL)でおこなう[2][3][4]。
  - 2016年5月18日 - Full Album「圓夢中華-Genuine to the Core-」-Genuine to the Core-」をリリース[5][6]
  - 2016年8月24日 - Lilithの代表曲『Arcadia』がシングルとして再リリース。アニメ『一人之下 the outcast』のオープニングテーマ曲となる。
- 2016年 - Affective Synergy第二期として再始動。
  - 2016年8月 - ESP(イーエスピー)のオフィシャルエンドーサーとなる。
  - 2016年8月24日 - 『Infinite Spiral』収録曲の『In the Dawn』がシングルとして再リリース。アニメ『一人之下 the outcast』のエンディングテーマ曲に起用される。
- 2017年 - 凛-Lin-としての活動を開始。
  - 2017年2月28日 - Lilith来日単独公演をSHIBUYA REXにて開催[7]。
  - 2017年4月29日 - 腾讯动漫-觉醒之夜-「2017春季国际动漫演唱会」[8]へ参加。Affective Synergy初の上海公演を行う。[9]
  - 2017年11月3日 - LIN MING PRODUCTION「ROCK AGE Case.010」-VISUAL SHOCK in ASIA 2017- 台北THE WALL Act: Affective Synergy / RAZOR
  - 2017年11月5日 - LIN MING PRODUCTION「ROCK AGE Case.010」-VISUAL SHOCK in ASIA 2017- バンダイナムコ上海文化センター FUTURE HOUSE Act: Affective Synergy / RAZOR
  - 12月20日 - アニメ「THE KING OF FIGHTERS DESTINY 拳皇命运」のために制作された挿入曲集『KOF-拳皇命运-』を凛-Lin-名義で発表[10]。
- 2019年 - 
  - 2019年3月6日 - ギターインストゥルメンタル作品『INNOCENCE』を発表。
  - 2019年8月17日 - アニメ『陰陽師・平安物語』第二期放送開始。本作のために制作された『真夏絵巻』が公開される[11]。
- 2021年 - 
  - 2021年6月23日 - ギターインストゥルメンタル作品『九天攬樂-Ninth Heaven-』を発表。
- 2023年 - 
  - 2023年12月29日 - Vo.鋲(ex.SCREW,KHRYST+)とFORBIDDEN(バンド)を結成。

```
                  1st Single
『FEARLESS』
をリリース。
```

- 2024年 - 
  - 2023年1月24日 - FORBIDDEN 2nd Single 『NIGHT RULER』をリリース。
  - 2023年2月21日 - FORBIDDEN 3rd Single 『MAD RED DAWN』をリリース。
  - 2024年3月27日 - ギターインストゥルメンタル作品『森羅万象-Birth of Creation-』を発表。
  - 2024年8月3日 - FORBIDDEN 1st EP『TWELVE-SIX』をリリース。
  - 2024年9月21日 - FORBIDDEN として台北THE WALLにてライブを行う。
- 2025年 - 
  - 2025年1月8日 - FORBIDDEN 2nd EP 『THE REBELS』をリリース。

## 人物
- 幼少の時に、父親の仕事の関係で日本へと移住する。当時は日本語も話せないまま幼稚園に編入したため自力で言語をマスターしたという[12]。
- PIERROTのアイジ、LUNA SEAのSUGIZOに憧れてギターを始める[13]。
- 留学の経験があり、日本語、中国語、英語を話すトリリンガルである。
- バンド活動後は洋楽を好むようになり、メタルバンドに影響を受ける。
- Lilith (ロックバンド)での活動から中国の古典楽器、二胡・古筝・揚琴などを取り入れた楽曲を作るようになる。
- アニメが好きである。
- 2014年から2015年にかけて中国の音楽雑誌『COOL 当代歌坛』にてコラム『Swallowtail in the miniature garden』の連載を行う。(2014年3月号-2015年4月号までの全十四回)音楽作品のレビューや機材の紹介、メンバーや日本のアーティストとの対談を行った。[14]。
- 在籍バンドではメインコンポーザーを担う。愛用の作曲ソフトはCakewalk(旧SONAR)とCubase[15]。

## 使用機材
- Electric Guitar
  - ESP 凰火-Ouka-(オリジナルモデル)
  - ESP 凰火-Ouka- CTM(オリジナルモデル)
  - ESP 凰火-Ouka- CTM7S(オリジナルモデル)
  - ESP FRX-CTM FR
  - ESP FOREST-GT
  - E-II FRX FM
  - PRS Custom24
  - SCHECTER AR-06
  - Jarrell Guitars JZS-1FA Revelations Blue Quilt Top
  - Fender Mexico Stratocaster
- Bass
  - ESP AP-SL
  - E-II STREAM SL-5
- Amps
  - Neural DSPQuad Cortex
  - FractalAudio Axe-FxⅢ
  - FractalAudio Axe-FxⅡ
  - FractalAudio Ax8
  - KEMPER PROFILING AMPLIFER
  - Marshall JVM410H
  - Marshall JCM2000
  - Marshall JCM900
  - ENGL RITCHIE BLACKMORE SIGNATURE